# Richard Kaselowsky
Richard Kaselowsky (Bielefeld, 14 de agosto de 1888 – 30 de setembro de 1944) foi um empresário e industrial alemão, membro do Partido Nazista. 
Era o filho mais velho do empresário Richard Kaselowsky, um deputado do parlamento prussiano. Assumiu a direção das indústrias Oetker quando August Oetker faleceu, em 1918.

## Biografia
Richard nasceu em Bielefeld, em 1888. Era o filho mais velho do empresário Richard Kaselowsky e sua esposa Elise Pauline Kaselowsky. Concluiu o ensino médio em sua cidaade, em 1907 e seguiu para a Universidade de Bonn, onde cursou direito. De 1908 a 1910 estagiou para bancário, em Bochum, mas ainda em 1910 começou no serviço militar como voluntário no 7º regimento de artilharia de campanha em Munique. 
Foi liberado do serviço ainda no começo de 2011 devido a problemas de saúde e retomou o estágio no banco Delbrück, Schickler & Co., em Berlim, onde conheceu Rudolf Oetker (1889–1916), filho do farmacêutico e empresário August Oetker. A partir de abril de 1913, ele continuou seu estágio em um banco de Londres.
Em 1914, Kaselowsky tornou-se avicultor e fundou uma granja modelo como instituto de ensino e criação perto de Bad Nauheim. Em 1916 foi convocado para o serviço militar por ocasião da Primeira Guerra Mundial. Durante o serviço, no entanto, ele estudou na Universidade de Frankfurt e estava lá em julho 1919 quando defendeu sua tese de doutorado "Der Rheinisch-Westfälische promoviert".
Em 1919 ele se casou com a viúva de Rudolf Oetker, Ida Oetker. Foi nesta época que ele entrou na empresa Dr. Oetker e logo se tornou um colaborador. Em 1920 assumiu efetivamente a gestão da empresa. Na época em que lá trabalhava, a empresa já contava com 600 funcionários. Ele continuou o sucesso do fundador e expandiu a produção e as vendas no exterior.
Kaselowsky também foi presidente do conselho de supervisão da Chemische Fabrik Budenheim AG, em Mainz, da Gundlach AG, em Bielefeld, foi membro do conselho de supervisão da Vogt & Wolf AG, em Gütersloh, da Hamburg South American Steamship Company (posteriormente empresa de navegação Hamburg Süd), e vice-presidente do conselho de supervisão das máquinas de costura Kochs Adler AG (hoje Dürkopp Adler AG), dos irmãos Borchers AG e do Deutsche Bank. Em 1926 ele fundou em Ebbesloh (agora parte de Gütersloh) um reprodutor para criação de cavalos puro-sangue.

## Partido Nazista
Kaselowsky tornou-se membro do Partido Nazista em 1° de maio de 1933. Mais tarde também seria membro da Gruppenführer e membro dos Amigos do Reichsführer da SS. Neste período, sua empresa foi responsável por fornecer comida e munição para o partido nazista.

## Morte
Richard estava junto da esposa Ida e das filhas Ilse e Ingeborg em uma casamata abaixo da casa da família, em Bielefeld, quando a cidade foi bombardeada pelas forças norte-americanas. Ele, a esposa e as filhas foram mortos em 30 de setembro de 1944, aos 56 anos. Seu filho mais novo, Richard Kaselowsky Junior foi o único a sobreviver ao ataque.

## Rua
Em 1998, a maioria do conselho municipal de Bielefeld excluiu o nome de Kaselowsky do nome da galeria de arte após longos debates. Por ocasião do 85º aniversário de Rudolf-August Oetker em 2001, a rua onde ficava a villa de Kaselowsky foi renomeada para Kaselowskystraße. Depois de 2001, houve protestos contra a nomenclatura da rua. Em 2016, os órgãos municipais decidiram mudar o nome da rua para Hochstraße. A renomeação foi concluída em 17 de fevereiro de 2017.